# 베르겐-벨젠 강제 수용소

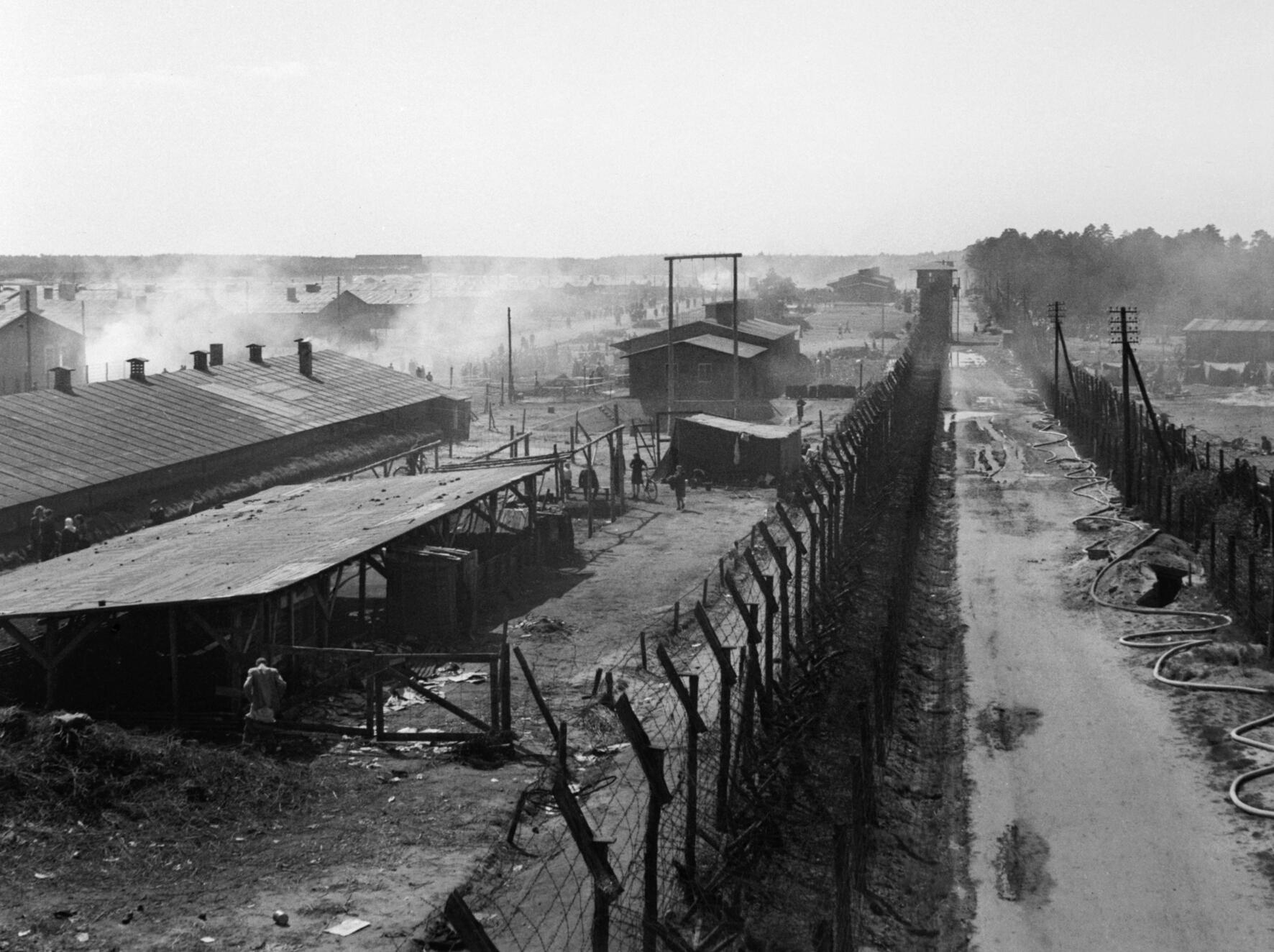
해방 후 수용소 전경

베르겐 벨젠(Bergen-Belsen) 또는 벨젠(Belsen)은 1943년 독일 나치스가 전쟁 포로와 유대인을 수용하기 위하여 니더작센에 설치한 수용 인원 4만 1000명 규모의 수용소로서, 이곳에서 3만 7000명에 이르는 수용자들이 굶주림과 중노동, 질병 등으로 죽어갔다. 그중에는 《안네의 일기》로 유명한 안네 프랑크도 있다.
이 곳은 1945년 4월 15일 영국 군대에 의하여 나치스 포로수용소 중 가장 먼저 해방되었다. 나치스친위대(SS) 사령관인 ‘벨젠의 야수’라고 불리던 요제프 크라머는 종전 후 영국 군법회의에 회부되어 교수형에 처해졌다.

## 같이 보기
- 나치 강제 수용소 목록